# مارينا بيريز
مارينا بيريز (بالإسبانية: Marina Pérez)‏ هي عارضة إسبانية، ولدت في 31 يوليو 1984 في مدريد في إسبانيا.

## روابط خارجية
- مارينا بيريز على موقع دليل عارضات الأزياء (الإنجليزية)